# Siamochoerus
Siamochoerus — вимерлий рід свиновидих. Скам'янілості представляють еоцен Китаю (2 колекції), Таїланду (1). Види: Siamochoerus banmarkensis, Siamochoerus viriosus.